# Karl Jaspers
Karl Theodor Jaspers (tiếng Đức: [ˈjaspɐs]; 23 tháng 2 năm 1883 – 26 tháng 2 năm 1969) là một nhà tâm lý học và triết gia người Đức. Ông đã có một ảnh hưởng mạnh mẽ lên thần học, tâm thần học và triết học hiện đại. Sau khi được đào tạo và thực hành tâm thần học, Jaspers quay sang theo đuổi tư tưởng triết học và cố gắng tìm kiếm một hệ thống triết lý sáng tạo. Ông thường được xem như là một cấu thành của chủ nghĩa hiện sinh ở Đức, mặc dù ông không chấp nhận danh hiệu này.

## Sách tiểu sử
- Psychologie der Weltanschauungen
- Philosophy of Existence – ISBN 0-8122-1010-7
- Strindberg and Van Gogh: An Attempt of a Pathographic Analysis with Reference to Parallel Cases of Swedenborg and Holderlin – ISBN 0-8165-0608-6
- Reason and Existenz – ISBN 0-87462-611-0
- Way to Wisdom – ISBN 0-300-00134-7
- Philosophy Is for Everyman
- Man in the Modern Age
- Nikolaus Cusanus
- The Origin and Goal of History (1949; English translation: 1953)

### Các bản dịch tiếng Anh
- Jaspers, Karl (1953). The Origin and Goal of History. translated by Michael Bullock. New Haven, CT: Yale University Press.
- Jaspers, Karl (1955). Reason and Existenz. translated by William Earle. New York: Noonday Press.
- Jaspers, Karl (1958). The Future of Mankind. translated by E. B. Ashton. Chicago: University of Chicago Press.
- Jaspers, Karl (1997). General Psychopathology – Volumes 1 & 2. translated by J. Hoenig and Marian W. Hamilton. Baltimore and London: Johns Hopkins University Press.